# バスおじさん
バスおじさん（広東語: 巴士阿叔, 拼音: Bā'shì Ā shū, 粤拼: Baa1 si2 aa3 suk1, バーシーアーソッ）は、2006年に香港の路線バス車内で青年を罵倒しつづけた中年男性の通称。また、この光景を撮影し、インターネット上に公開された動画や、それによって香港で起きた社会現象をも指す。

## 概要
撮影された動画はHK・ゴールデン・フォーラム（香港高登討論區）に投稿されると、すぐにYouTubeとGoogle Videoに転載された。クリップは2006年5月の最初の3週間だけで170万ヒットもの関心を集め、YouTubeではその月で最も多くの視聴数を得た動画となった。またその罰当たりかつ表現巧みな言葉のほとばしりは、世界中のメディアから注目を集めることになった。香港での文化に衝撃を与えただけでなく、当地での生活様式、礼儀作法、果ては報道倫理についてまで、ディベートや討論の格好の種にされた。
香港ではこの動画をきっかけに、音楽をつけたもの、他の映画やアニメと組み合わせたもの、ヒップホップ調にリミックスしたものなどいろいろなパロディ動画が作られ、相次ぎYouTubeにアップロードされた。Tシャツなどのキャラクターグッズも作られた。ちなみにキャラクターグッズに採り入れる顔写真は有名サッカー評論家、ラム・シュン・イーLam Sheung Yee（林尚義）のものである。香港のテレビ局でも、地元のサッカー解説者ラム・シュン・イーに似ていると報じられたが、単に声が似ているだけでもちろん別人であり、本人は似ていないとコメントした。
また、インターネットのブームを受け、香港のテレビ局、新聞などのメディアでも取り上げられた。大ヒットした理由については諸説あり、バスおじさんのキャラクターのはた迷惑な滑稽さや、バスおじさんに代表される香港人のマナーの悪さ、罵倒される一方の青年に代表される香港の若者の受け身性や暴力に対する無力さ、香港市民の受けている社会的圧力の悪影響などが主な論である。またアメリカ、イギリス、カナダ、タイ、南アフリカ、アラブ首長国連邦などの大手新聞でも取り上げられるなど、この事件とその引き起こした社会現象は世界各国にも報道されている。
その後、若者やビデオ作者及びおじさんは相次ぎ各マスコミに名乗り出ている。

## ビデオ

### 事件
出来事の一部始終については、英語字幕付きのビデオを参照。

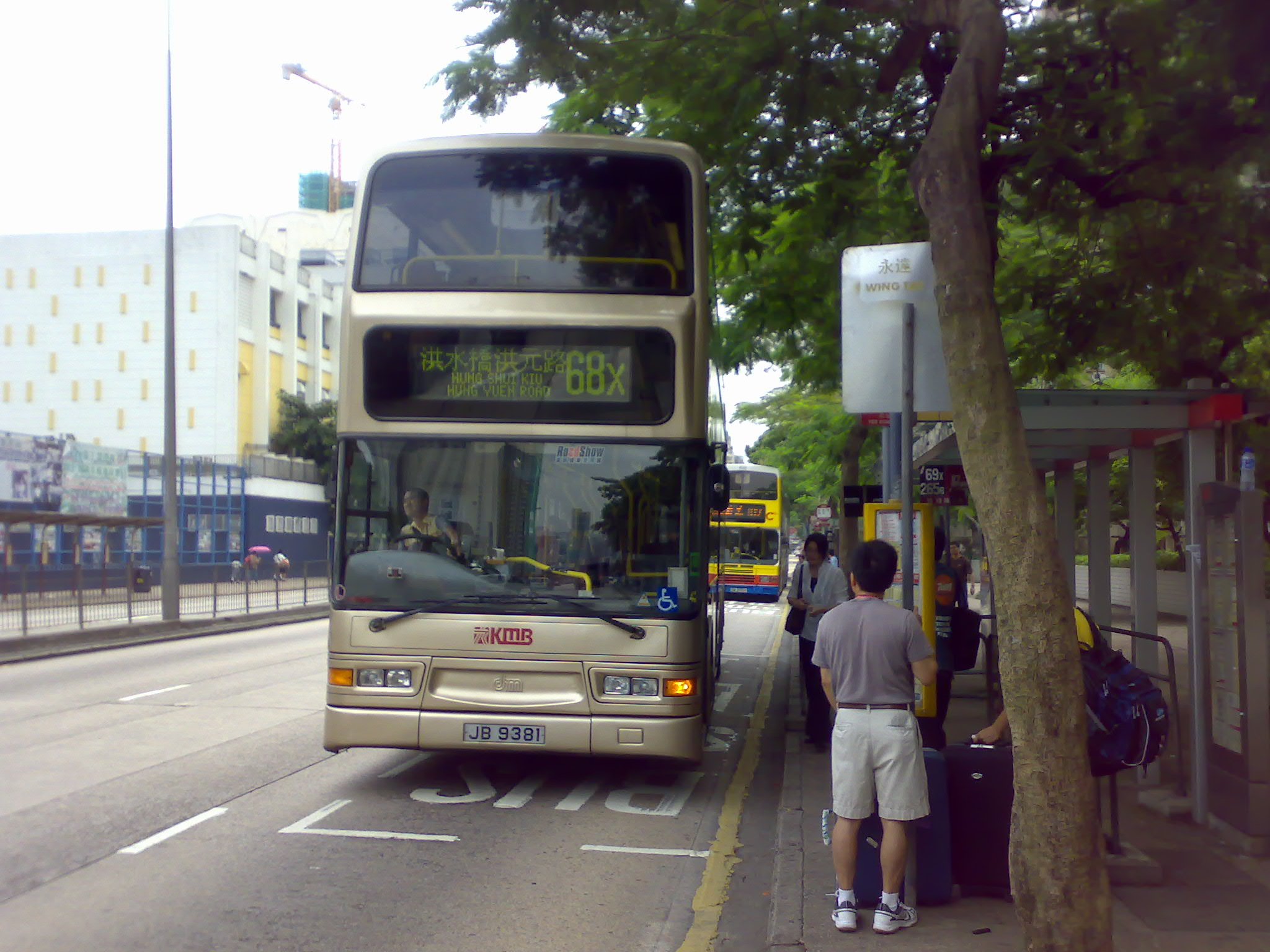
九龍バス68X系統

2006年4月27日午後11時ごろ、香港の路線バス（九龍バスの68X系統佐敦(匯翔道)発元朗(東)行き）の車内にいた乗客のチャン（バスおじさん）が、携帯電話で大声で話していた。事件は、後ろの席に座っていた若者（ホー）が、肩を叩いて声を小さくしてくれと注意したことに端を発する。注意されて逆上したチャンは、後ろを向いて若者を罵倒し続けた。若者は弱々しく話を切り上げようとするものの、チャンは「未解決！ 未解決！ 未解決！」とさえぎり、いかに自分に社会のプレッシャーがかかっているかを語り、なおも話を切り上げようとした若者を聞くに堪えない卑猥な罵声語を使って罵倒し続けた。また、若者が謝り「解決」した後は、握手を強要した。
この一方的な口論は、別の乗客（フォン）によって、もし暴行事件に発展した場合に警察へ証拠として提出しようとして途中から携帯電話で撮影されていた。

### タイトルについて
英語ではこのビデオを"Bus Uncle"と読んでいるが、これはインターネット・フォーラム上のメンバーが画面に登場する年老いた方の男をこう呼んだところから作り出されたタイトルである。中国では、一般に年長者を「阿叔」と呼び習わすが、英語にすると"Uncle"となる。それで英語名は"Bus Uncle"となるのだが、この呼び名は香港の有名サッカー評論家で元中華民国サッカー選手、"Uncle"というニックネームでも知られるラム・シュン・イー（林尚義）からも取られている。彼はビデオに登場する年老いた方の男に声が似てもいるので、ラムの名前はオリジナルのビデオの頃からタイトルに付けられている。西洋の報道のされ方とは違い、（オリジナルのビデオには）"Uncle"「阿叔」という言葉は全く付けられてはいなかった。ビデオは、「X尚義聲線高壓呀叔搭巴士途中問候後生仔（X尚義似の声を持つ高圧的おじさんがバスで若者を叩きのめす）」と題した6分ほどものである。

## 関わった人々

### バスおじさん
ロジャー・チャン・ユエ・タン Roger Chan Yuet Tung （陳乙東）
バスおじさんは、自称「行政長官の立候補者」で、元朗に暮らし、当時失業保険を受けていたロジャー・チャン・ ユエ・タン（当時51歳）。2006年に地元の新聞社取材を受け身元を打ち明けた。チャンは数々のインタビューの申し出を受けたがこれに報酬を要求して、批判を受けてもいる。その後、新聞社はチャンとともに若者の会社への取材を試みたが、若者に「仕事の邪魔」という理由で追い払われた。

### 若者
エルヴィス・ホー・ユイ・ヘイ Elvis Ho Yui Hei （何銳熙）
ビデオ中で罵倒され続ける若者は、九龍西の繁華街である旺角で彼の家族が経営する不動産管理会社の仲介担当者、当時23歳のエルヴィス・ホー・ユイ・ヘイ。 2006年5月23日、彼（以前は「アルヴィン」や「エルヴィン」と間違えて認識されていたこともある）は商業ラジオ局のトーク・ショーに招かれ、突然の災難に巻き込まれた者として思うことを述べた。後のサウスチャイナ・モーニング・ポスト紙（南華早報）のインタビューでは、たまの移動に長距離バスを使うこと、そんな時は軽く睡眠を取りたいので、周りの乗客に声を小さく落としてもらえないか頼むことがよくあったと語った。事件の際、いつもの態度を取ったにもかかわらず自分が脅かされたことについて、ホーは、彼のことは許すし、どんなストレスに悩まされているにせよ、あの年老いた男を気の毒に思うと述べた。彼の徹頭徹尾耐え抜いた忍耐は、太極拳の精神からきたものだという。

### カメラマン
ジョン・フォン・ウィン・ハン Jon Fong Wing Hang （方穎恆）
このビデオ・クリップを撮ったのは会計士で定時制学校の学生でもある当時21歳のジョン・フォン・ウィン・ハン。従兄の勧めでビデオをYouTubeに投稿した。2006年5月25日にラジオ番組に呼ばれた際、フォンは事件を携帯電話ソニー・エリクソンW800iで撮影したと語った。彼の言によると、ビデオではまだオンライン上に投稿していない部分が残っており、そこではホーが反撃に転じて、携帯電話をかけた友達と一緒にチャンを笑い者にしている様が映されているという。また、撮影した理由について、あの時バスおじさんが相手に暴力をふるうことがあれば、警察に証拠として提出する気だったとも述べた。とはいえ別の取材に対しては、彼は遊びとしてよくビデオを撮っているし、このときも友人たちと共有して楽しもうと思っただけだった、と述べている。

## その他
チャンは、ホーに肩を叩かれた時、サマリタンズ（The Samaritans 自殺防止のための慈善団体）の自殺防止ホットラインに電話していたのだと述べた。当時、彼が口論した女友達に脅迫されていたからだという。しかしホーに言わせると、チャンはただ友達とお喋りをしていただけという。またシン・タオ・デイリー（星島日報）紙が報じたところによると、2006年5月31日に、チャンは旺角のホーの勤め先を訪れた。事件について謝罪するためだったが、当時彼が計画していた「バスおじさん・レイヴ・パーティー」という催しを実現させるため、商売仲間として組もうと目論んでもいた。伝聞によると、チャンは即座に拒絶されて事務所を追い出された。彼はこの対面をお膳立てしたジャーナリストたちに向けて憤激をあらわにして、マスコミ相手に訴訟を起こすと脅かしたという。ミン・パオ（明報新聞）紙はバスおじさんの振舞いについて、バス乗客の品行についての一般規約に理論上は違反していることを指摘しているが、彼はどの種類の刑事罰をも課せられることはなかった。

## 社会的影響

### 国際的な報道
このビデオ・クリップは英語字幕を付けたものが多く出回ったが、これが西側メディアや配信網にたちまち広まり、2006年5月終わりには主要な国際定期刊行物で取り上げられるようになった。チャンネル・ニュースアジア、CNN、ウォールストリートジャーナル紙などである。

### 香港のポップ・カルチャーへの影響
香港ではバスおじさんでの文句の数々が、特にティーンの間で今なお頻繁に引用され、物まねされ、パロディ化されている。例えばコマーシャル・ラジオ・ホンコン（香港商業電台）のトーク・ショーのホストが、友人の教師が出くわした出来事について語っている。彼が立ち会った試験の終了時、記入終了を嫌がられた生徒たちから口々に「未解決！ 未解決！ 未解決！」と言われた。このときその場にいた別の教師が「お前たちはストレスたまっているだろう。けど私もたまっとる。」〔いずれも引用〕と切り返して、生徒たちに了解させたという。
ビデオ中の有名な「キメ台詞」はインターネット・フォーラム、ポスター、ラジオ番組などに度々登場し、これを織りこんだカラオケ・バージョン、ラップ、ダンスやディスコ用のリミックス版など、数々のミュージック・ビデオが作られた。また漫画化した絵柄のTシャツや着メロまでが作られ、インターネット上で売られていった。
2006年6月にTVBテレビは、FIFAワールドカップ2006中継の宣伝のために「バスおじさん」のパロディを制作した。この宣伝クリップでは、TVBのスポーツ・コメンテイターで、その声がチャンに似ていることが以前から指摘されていたラム・シュン・イー（林尚義）が登場した。映像では、バスでラムの前の座席にいる乗客（演じているのはラム・マン・チャン Lam Man Chung）が、来るワールドカップに対して、TV引退前の最後の仕事として責任感で重圧を感じないのかと畳みかける。ラムは切り返して、重圧は感じないし、中継への視聴者の期待に応える支度は整ったと強調した。乗客は彼と握手しようと持ちかけ、休戦しようと呼びかける。
さらに、TV局ATVとTVBのシットコムではよく似た口論シーンが作られた。TVBのシットコム『うちにようこそ』 Welcome to the Houseのエピソード67では、映画館に入った若い眼鏡の主人公が、大声で携帯を使う男を止めようとする。この結果、逆に彼は男から激しく叱責されてしまう。主人公の家族は、以前インターネットに流通するそっくりの出来事を収めたビデオを見ていたので、主人公に向かって、もっと自己主張していじめられるままにしてはいけないと諭す。エピソードの終りで彼は同じ場所で再会した件の男と対決し、映画館から彼を追い出すことに成功する。

### 香港での生活面から切り込んだ見方
多くの人々がこのビデオをユーモラスで愉快なものと見なしているが、他方、これをストレスに満ちた香港での生活に対して、より多くの警鐘と不吉な予感を孕んでいると警告する者もいた。バスおじさんが香港ラジオテレビ（RTHK）によって「今年を代表する人物」の次点候補にさえ挙がった事実が、一般住民にある共通した感情が流れていることを指し示している。
著名コラムニスト、トー・キ To Kit（陶傑）は商業ラジオ局でこの事件についてコメントを寄せた。彼はバスおじさんの振舞いを「騒音によるレイプ」と表し、事件は隠された社会的緊張が表面化したものであると同時に、中国人に共通した物の見方の現れだと述べた。彼は、ホーの弱々しすぎる無口な態度に、現代の香港に生きる若者の典型を見いだし、これを論評した。加えて、事件は住民同士の調和というものがいとも簡単に崩れることを暗に意味するものだと述べた。
香港中文大学にある香港・ムード・ディスオーダー・センター（香港健康情緒中心）のディレクター、リー・シン Lee Sing は、ストレス度の高い労働環境が、香港中に次のバスおじさんを生み出させていると警告した。リーは、香港人の不機嫌な50歳代全てが、怒りを暴力で爆発させる「作動中の時限爆弾」の状態にあると推測した。
ジャーナリズムの教授でインターネットの権威であるアンソニー・フン・インヒ Anthony Fung Ying-him は香港のこの感情まかせな傾向は「ありふれた出来事」を捕らえた低解像度のビデオ人気のせいでもあるとしている。口コミで広がる類のビデオはある偏った層にばかり受け入れられるものだが、今回は「市井の人々の真実味ある」普遍的な表現のために幅広く広まっていったのだ。
他方、香港理工大学で社会学の講師を勤めるホー・クォック・リュン Ho Kwok Leung は、ありがちな味気ない生活の反映であるこのビデオを取り巻く、香港人の強い関心について興味を持った。論じるに値する興味深い話題だが、人々はインターネット上で伝染する文化的遺伝子といえるものの創造と、莫大な視聴者へ情報を広めていく楽しみを味わおうとしたのだ。そのうえ、いくつかのビデオから生まれたキャッチフレーズが学校で使用禁止になったことで、逆にそのビデオについて、より興味を引かせる結果になった。リュンによれば、こんな状況が「ビデオ・クリップ・カルチャー」の繁殖につながる肥沃な土壌となっているのだ。

### 市民意識についての議論
文学者であるアー・ノン Ah Nong（阿濃）は「バスおじさん」の事件について、香港人が持つ無関心さに光を当てる出来事だと述べた。彼はチャンとホーとの熱を帯びた口論の最中、ホーに味方する者がひとりも現れなかった点を強調した。また、自身が数年前にバスの乗車中、床に座ってタバコを吹かしている男と対決して、旅程中ずっとどなられっぱなしでいた思い出を語った。彼が言うには、運転手に他の乗客の苦情を持ち込むのは、相手を無駄に困らせることになるだけなので避けたのだという。アー・ノンは、このような社会では、人が良い意図を持っておこなった行為でも、悪事として訴えられるようになってしまうと主張した。
ホンコン・クリスチャン・サーヴィスの牧師であるアップル・ツェー・ホー・イ Apple Tse Ho Yi は、12歳以上の506人の学校生徒を対象に、「バスおじさん」事件と市民意識についての概観調査を行った。返答では、バスに乗車中、携帯電話中で大声を上げている人にしょっちゅう出くわすと答えた者のなかで、相手に干渉したり運転手に注意する者の割合は47パーセント足らずだった。何もしないと答えた者の理由は、恐怖、無関心、どうしたら問題を解決できるのか分からないなどだった。市民意識の面では、携帯電話を使って大声を上げるのがいけないことだとは感じないという答えが多数を占めた。ツェーは、いまどきの香港の若年層は貧弱な市民意識しか持っていないと述べ、他人への思いやりに関した議論を折に触れておこなうのは自然なことだろうと締めくくっている。
香港城市大学の社会学講師であるン・ファン・シュン Ng Fung Sheung は、香港人は公共の場所で大声で会話する傾向があると説明する。彼女は例として、乗用車や鉄道に備え付けられているテレビの多くで、番組が最大音量で視聴されている現象を挙げている。ンは、政府が公共の場ではもっと他人への配慮に気を配るよう市民教育を施すべきだと示唆した。学校で「私もストレスがたまっている！」のようなキャッチフレーズを使用禁止にする件についても彼女は、生徒が本当にプレッシャーに直面しているのか、ただ流行に追随しているだけなのか教師の側で見分けなくてはならない、そうして必要があると判断できたら指導を行えるようでなくてはならないと述べる。

### 香港のメディア倫理に対する批評
「バスおじさん」にちらついていた社会的見識の欠如を否定する人がいたにもかかわらず、一方的な狂乱が数々の扇情的な新聞、たとえば蘋果日報（アップル・デイリー）や東方日報などによって人工的に創り上げられた。部数増加と利益追従のためである。メディア論評家たちは、ニュースを報じるのではなく自ら作り上げるマスコミを責めたてた。香港中文大學のスクール・オブ・ジャーナリズム・アンド・コミュニケーション（新聞與傳播學院）ディレクターのクレメント・ソ・ヨーキー Clement So York- kee は、こう警告する。バスおじさんの話題を掘り下げる手法について「ニュース報道の伝統的なやり方を（踏まえて）いないようだ。」 例をあげると、マスコミのいくつかは バスおじさんの身元を暴露する者に報酬を提供していた。2006年の5月末に、あるジャーナリストと写真家のグループがチャンとホーの会合をお膳立てし、これに随行した。ホーの拒絶を食らった後、彼らはチャンを夕食とカラオケに連れて行き、このカラオケの模様が大々的に報じられることになった。多くの人はこれがわざと創り上げられたニュースで、一面トップを飾るにはふさわしくないと感じた。
タ・クン・パオ（大公報）紙は、社説で「バスおじさん」事件は香港のマスメディアの試金石となったと述べた。そこではインタビューのためにチャンの身元調査を行った件に触れている。彼は自分の生涯について多く尋常でない主張を続けていたが、マスコミはそれを何の検証もせずに掲載していたと記している。この社説では、ジャーナリストたちがニュースの捏造などしてはいけないと戒め、代わりに記事の確実性に主眼を置き、そのうえで事件を報じるべきか熟考するべきなのだと結論付けている。
他方では、この狂乱がメディアの共謀で作り上げられたのではなく、むしろ民衆の好奇心からくるものであり、また香港の消費者たち自身が形成するメディア需要の反映であるという意見もある。こういった状況は一方で、日常生活の潜在的なコメディ性に新たな光を当て、プライバシーへの懸念を放棄しても構わなくさせるという意味で、カメラ付き携帯を商う者たちの思う壺といえる。
（Wikipedia Englishからの翻訳を多く追加している　en:The Bus Uncle）